# استفان تاکوف
استفان تاکوف (انگلیسی: Stefan Takov; ۶ اوت ۲۰۰۲) تکواندوکار اهل صربستان است.